# Symfoni nr. 5 (Carl Nielsen)
Symfoni nr. 5, op. 50, FS 97 er en symfoni komponeret af Carl Nielsen i Danmark mellem 1920 og 1922. Den blev første gang opført i København den 24. januar 1922 under ledelse af komponisten. Det er en af de to af Nielsens seks symfonier, han ikke gav en undertitel, den anden er symfoni nr. 1.
Den femte symfoni har en usædvanlig struktur, idet den består af to satser og ikke de normale tre eller fire. Den er skrevet i et moderne musiksprog og trækker på temaet konflikt og modstand. Komponeret kort efter første verdenskrig beskrives den også som indeholdende elementer af krigsførelse.
Der er ingen dokumentation for, hvad der inspirerede Nielsen til at skrive sin femte symfoni, eller hvornår han begyndte at skrive den, men det er den almindelige opfattelse, at første sats er komponeret i Humlebæk i vinteren og foråret 1921. Han opholdt sig i sit sommerhus ved Skagen i forsommeren. I slutningen af juli flyttede han til en vens hjem på Damgaard for at komponere den bestilte kantate Fynsk Foraar og kunne derfor først genoptage arbejdet med symfoniens anden sats i september, da han kunne tage fri fra sit dirigentarbejde i Gøteborg. 
Hele symfonien blev færdig den 15. januar 1922. Han dedikerede værket til sine venner Vera og Carl Johan Michaelsen. På grund af utilstrækkelig øvetid fandt premieren sted kun ni dage senere, dirigeret af komponisten selv i Musikforeningen i København.

## Partituret
Som skrevet i den originale 1926-udgave af partituret, er den femte symfoni noteret for 3 fløjter, 2 oboer, 2 klarinetter, 2 fagotter, 4 horn, 3 trompeter, 3 tromboner, tuba, triangel, pauker, tamburin, lilletromme, celeste og strygere.
Symfonien har to satser i stedet for de sædvanlige fire, hvilket er eneste gang, Nielsen brugte denne struktur. Nielsen forklarede spøgefuldt i et interview, at det ikke var svært at skrive de første tre satser af en symfoni, men ved den sidste sats var de fleste komponister løbet tør for idéer. Værket har en forvredet profil, da "det er fyldt med falske højdepunkter på hvert hjørne". Første sats kulminerer i en kamp mellem orkestret og en forræderisk lilletrommeslager, som kun kan blive bragt til tavshed af sine kollegers samlede kræfter i de sidste takter. Anden sats fortsætter kampen med angstfulde kuldegysninger og bygger gennem gentagelser og omveje op til den endelige sejrrige store eksplosion.

### Tempo giusto—Adagio non troppo
Første sats begynder med bratscher, der blødt svinger mellem C- og A-tonerne; efter fire takter af den enkle, knapt ændrede linje, kommer et par fagotter ind med det indledende tema. Begyndelsen er blevet beskrevet af Nielsen-forskeren Robert Simpson som at være "i det ydre rum"; den efterfølgende bølgelignende linje "dukker op fra ingenting, som om man pludselig blev gjort opmærksom på tiden som dimension". Det allerførste tema slutter ved b. 20 med faldende skala, efterfulgt af en fortissimo- afbrydelse fra bratscher og en efterfølgende samtale mellem horn og fløjte.
Efter en ufølsom strygerpassage, som omslutter endnu en kort advarsel fra bratscher, råber træblæsere midt i en perkussiv baggrund. Mens lilletrommens monotone rytme fortsætter, reagerer violiner forpinte, blot for at blive overmandet af stemningen fra den "vilde og destruktivt egoistiske" (Simpsons beskrivelse) klarinet og fløjte. Uroen fortsætter, mens bassen kæmper for at stige fra tonikus (C) til dominanten (G), hvilket fremkalder et nyt sammenstød med percussionen; forsøget på kamp mislykkes, da bassen forpurres ved G-mol, når den ildevarslende violinmelodi forvrænges og går i opløsning. Den enorme uoverensstemmelse mellem harmoniske og melodiske parametre truer musikken med brud og kollaps. Efter dystre fraser fra forskellige træblæsere forsvinder musikken og efterlader et svagt pulserende D med bittesmå antydninger af percussion-lyde.
En obo-triol åbner derefter for det varme tema i G-dur i Adagio non troppo-sektionen, en kontrast til det tidligere kolde landskab. Stoffet udvider sig kontrapunktisk for første gang; tonaliteten lysner til B-dur og aftager efter et klimaks til G-dur igen.  Samtlige strygere forstyrres hurtigt af et "ondt" motiv på træblæsere, der spiller det sitrende element fra værkets åbning; spændingen mellem blæsere og strygere intensiveres, efterhånden som tonaliteten skifter inden for instrumentalgrupper i deres respektive retninger. Med et yderligere sammenstød trues musikken af lilletrommen i et tempo (kvarttone ♩=116) hurtigere end orkestrets, og på sit klimaks kommer komponistens besked til lilletrommeslageren om at improvisere "som om han for enhver pris vil stoppe orkestret". Det varme tema triumferer til sidst i en vedvarende storslåethed, som bekræftes af, at lilletrommen faktisk sluttede sig til orkesterfanfaren. Når alt aftager, høres ekko i træblæsere, og en ensom klarinet efterlades til at sørge i en tragisk atmosfære, der genfanger ideer fra hele satsen: "Hvem havde troet, at der kunne være kommet så meget ud af en blidt vinkende bratschlinje i et tomt rum?"

### Allegro—Presto—Andante un poco tranquillo—Allegro
Anden sats i fire sektioner består af en "eksposition", en hurtig fuga, en langsom fuga og et kort coda. Musikken brager ind (i B-dur, trods A-dur toneart-angivelsen), og fortsætter med store konflikter mellem instrumenter, indtil der findes et bredt, roligt tema i den langsomme fuga. Ved afslutningen drejer den om B-dur, Es-dur-dominanten; forskellige elementer kolliderer og "falder sammen" til en opløftende 23-takts afslutning. 
Denne bevægelse blev portrætteret af Robert Simpson som opstået fra asken og ruinerne, efterladt af konflikten i førstesatsen I den første udgave af sin bog udtrykte han tøven over at analysere denne del, idet han følte, at den enten kræver en meget dyb analyse eller burde beskrives med færrest mulige ord.  Jack Lawson, grundlægger og præsident for The Carl Nielsen Society of Great Britain, kommenterede, at i anden sats "bebor lytteren en verden genfødt, først rolig, men en verden, der frembringer nye kampe og truende farer" og "transporterer lytteren gennem dybderne eller over højderne af mere gængse musikalske opfattelser".

## Fortolkning
Selvom den femte symfoni ikke bærer nogen titel, bekræftede Nielsen, at den ligesom hans tidligere symfonier præsenterer "det eneste, som musikken i sidste ende kan udtrykke: hvilende kræfter i modsætning til aktive". I en udtalelse til en af sine elever, Ludvig Dolleris, beskrev Nielsen symfonien som "opdelingen af mørke og lys, kampen mellem det onde og det gode" og modsætningen mellem "Drømme og gerninger". Til Hugo Seligman beskrev han kontrasten mellem "vegetative" og "aktive" sindstilstande i symfonien. Symfonien siges bredt at være et værk om kontrast og modsætning.   

Komponisten hævdede, at han ikke var bevidst om indflydelsen fra Første Verdenskrig, da han komponerede symfonien, men tilføjede, at "ikke en af os er den samme, som vi var før krigen". Simon Rattle beskrev også den femte symfoni, snarere end den fjerde som påstået af komponisten, som Nielsens krigssymfoni. Faktisk kan sætningen "mørke, hvilende kræfter, alarmerende kræfter" findes på bagsiden af blyantskladden. Nielsen kan have betragtet det som en indkapsling af kontrasten både mellem og inden for symfoniens to satser. Nielsen skrev også til Dolleris om tilstedeværelsen af det "onde" motiv i første sats af symfonien:
Så griber det "onde" motiv ind — i træblæseren og strygere — og trommen bliver mere og mere vred og aggressiv; men naturtemaet vokser frem, fredeligt og upåvirket, i messingen. Til sidst må ondskaben vige, et sidste forsøg og så flygter den — og med en strofe derefter i trøstende dur-tilstand afslutter en soloklarinet denne store idyl-bevægelse, et udtryk for vegetativ (tom, ubetænksom) natur.
Selvom Nielsen hævdede, at symfonien er ikke-programmatisk, udtrykte han engang sit syn på den således:
Jeg ruller en sten op ad et bjerg, jeg bruger alle mine kræfter til at bringe stenen til toppen. Stenen ligger der så stille, kræfter er pakket ind i den, indtil jeg giver den et spark og de samme kræfter slippes løs og stenen ruller ned igen. Men det skal du ikke tage som et program!

## Modtagelsen
Pressens umiddelbare modtagelse af symfonien var generelt positiv, især af førstesatsen. Axel Kjerulf skrev, at han i Adagio-sektionen hørte en drøm give plads til en "Drøm om gerninger... Carl Nielsen har måske aldrig skrevet mere kraftfuld, smuk, grundlæggende sund og ægte musik end her." Kritikere var dog mere tøvende over for anden sats. I August Felsings anmeldelse kommenterede han, at "Intellektuel kunst er, hvad anden del er, og det er en mester, der taler. Men pagten med det evige i kunsten, som skinner frem i første del, er brudt her." Musikernes meninger var delte.  Victor Bendix, en mangeårig tilhænger og ven, skrev til Nielsen dagen efter premieren og kaldte værket for en "Sinfonie filmatique, denne beskidte skyttegravsmusik, dette uforskammede bedrageri, denne knyttede næve over for et forsvarsløst, nyhed- snobbet, pirreligt folk, almindelige mennesker i massevis, som kærligt slikker hånden, der er plettet med deres egen næseblod!"

En svensk opførelse den 20. januar 1924 under Georg Schnéevoigts dirigentstok vakte noget af en skandale; Berlingske Tidende fortalte, at nogle blandt publikum ikke kunne tage værkets modernisme:
Midtvejs i første del med dens raslende trommer og 'kakofoniske' effekter udbrød ægte panik. Omkring en fjerdedel af publikum skyndte sig mod udgangene med forvirring og vrede skrevet over deres ansigter, og de tilbageværende forsøgte at hvæse 'skuespillet' ned, mens dirigenten Georg Schnéevoigt drev orkestret til ekstremer af volumen. Hele dette intermezzo understregede det humoristisk-burleske element i symfonien på en sådan måde, som Carl Nielsen bestemt aldrig kunne have drømt om. Hans fremstilling af det moderne liv med dets forvirring, brutalitet og kamp, alle de ukontrollerede tilråb om smerte og uvidenhed – og bagved hele sidetrommens hårde rytme som den eneste disciplinerende kraft – mens offentligheden flygtede, gav et strejf af nærmest djævelsk humor.

### Senere vurderinger
Bernhard Lewkovitch i Kristeligt Dagblad 11/10 1999: "Nielsen er og forbliver jævn i det artistiske snit, hvilket også gælder nr. 2 og 5, som foreligger her. Men her ud over er det glædeligt, at »udlandet« i stadig større målestok finder symfonierne værdige til indspilninger, men Nielsen er og forbliver pæredansk med alt, hvad dette betyder i den henseende, og når musikken er bedst tilrettelagt i disse symfonier, er den også virkelig god. Men epokegørende bliver den aldrig med nok så mange optagelser."

## Pladeindspilninger
I årtier vandt Nielsens musik ikke anerkendelse uden for Danmark. Den første indspilning var i 1933: Georg Høeberg med Danmarks Radios Symfoniorkester for Dancord. Den første live-optagelse blev produceret i 1950 med Erik Tuxen som dirigerede det samme orkester på Edinburgh Festival .  Et internationalt gennembrud kom først, da Leonard Bernstein indspillede symfonien med New York Philharmonic Orchestra i 1962 for CBS. Denne indspilning hjalp Nielsens musik til at opnå påskønnelse ud over hans hjemland, og regnes for en af de fineste udgaver af værket.

### Bøger
- Fanning, David (1997). Nielsen: Symphony No. 5. New York: Cambridge University Press. s. 127. ISBN 0-521-44088-2.
- Lawson, Jack (1997). Carl Nielsen. London: Phaidon Press. s. 240. ISBN 0-7148-3507-2.
- Simpson, Robert (1952). Carl Nielsen, Symphonist, 1865–1931. London: J. M. Dent. s. 236. See pages 84–104. First edition (reprinted by Hyperion Press ISBN 0-88355-715-0).
- Simpson, Robert (1979). Carl Nielsen, Symphonist. London: Kahn & Averill. s. 260. ISBN 0-900707-46-1. See pages 92–111. Second edition completely revised with additional chapter.{{cite book}}:  CS1-vedligeholdelse: postscript (link)

- "Organicism and Construction in Nielsen's Symphony No. 5". Carl Nielsen Studies. ISSN 1603-3663.
- "Modernism and Closure: Nielsen's Fifth Symphony". The Musical Quarterly. ISSN 0027-4631.

### Partiturer
- Nielsen, Carl (1950).  Telmányi (red.). Symfoni no. V, op. 50. Copenhagen: Skandinavisk Musikforlag.
- Nielsen, Carl (1998).  Fjeldsøe, Michael (red.). Symfoni nr. 5, opus 50. The Carl Nielsen Edition. Copenhagen: Hansen. ISBN 87-598-0915-9. Forord og kilder til denne udgave af partituret er tilgængelige på hjemmesiden for The Royal Library
- Noder til Nielsens symfoni nr. 5  på IMSLP